# Rete filoviaria di Palermo
La rete filoviaria di Palermo è stato un sistema di trasporto pubblico utilizzato nella città di Palermo dal 1939 al 1966.

## Storia
Il primo servizio sperimentale filoviario a Palermo nasce nel 1939. I motivi della scelta del filobus furono più d'uno, in particolare la necessità di sostituire l'obsoleta rete tranviaria (operazione conclusasi solo nel dopoguerra) e la spinta dal regime fascista che cercava di diffondere il sistema di trasporti filoviario in tutta Italia. Il regime infatti incarnava nel filobus il trasporto pubblico fascista per eccellenza e vedeva in esso il futuro del trasporto pubblico italiano, i motivi pubblici della scelta erano l'economia di esercizio e il ridotto inquinamento, in realtà si cercava di non legare il trasporto pubblico al petrolio vista la dipendenza da altri paesi. Durante la seconda guerra mondiale si ebbe un rallentamento della diffusione del mezzo. Al termine della guerra si ricominciò la strada filoviaria con l'acquisto di nuovi mezzi.
L'azienda che si occupava del servizio sin da prima della guerra era la SAST. Con la creazione dell'AMAT, nel 1964 i mezzi e il personale venne acquisito da quest'ultima che gestì il servizio fino al 1966. Dal 1966 tutti i filobus, che ormai vantavano oltre 20 anni di utilizzo, vennero sostituiti da normali autobus ed il servizio filoviario cittadino venne smantellato.

## Mezzi
I primi mezzi acquistati nel 1939 furono i Fiat 656F-577 equipaggiati con apparecchiature elettriche della Ercole Marelli e vennero acquistati dall'azienda di trasporto locale SAST. L'anno seguente venne acquistato un Alfa Romeo 110 AF Marelli Macchi che era stato usato in precedenza a Roma. Nel 1946, al termine della guerra, furono acquistati nuovi mezzi, gli Alfa Romeo 140 AF carrozzati Piaggio Ansaldo, celebri per la loro carrozzeria in acciaio inossidabile non verniciata; questi mezzi erano soprannominati Frecce d'argento. Di questo modello arrivarono 10 mezzi, 1 di tipo A e 9 di tipo B. La differenza tra i due mezzi era la diversa spaziatura tra i finestrini e il fatto che il tipo A avesse i gradini retrattili mentre il tipo B aveva i classici gradini interni. I mezzi scelti non erano del tipo più moderno e divennero velocemente antiquati per il crescente utilizzo del mezzo pubblico nel dopoguerra. In totale la città ebbe a disposizione 93 filobus.
Vetture a due assi
- FIAT 656F/577 FIAT Marelli (101÷122)
- FIAT 2405 / Casaro Tubocar F48 CGE (130÷139)
- Fiat 2405 AERFER VE 811 CGE (141÷144)
- FIAT 668F - CaNSA (151÷160)
- Alfa Romeo 800AF - Macchi Marelli (161)

Vetture a tre assi
- Fiat 672F/122 - CaNSA CGE (170)
- Alfa Romeo 110 AF7 Piaggio Ansaldo (171÷175)
- Alfa Romeo 110 AF7 - Macchi Ansaldo (176÷183)
- Alfa Romeo 110 AF9 - Macchi CGE (184÷193)
- Fiat 672F/135 - OM CGE Marelli (194÷197)
- Alfa Romeo 110 AF6 - Macchi Marelli (198)
- Fiat 672F/122 - Off. Carmagnola CGE (199-200)
- Alfa Romeo 140 AF - Piaggio Ansaldo "Freccia d'Argento" (201÷210)
- Fiat 672F/225 - Casaro CGE (221÷225)

## Linee (parziale)
- 1: Piazza Marina - Piazza Acquasanta
- 6: Torrelunga - Piazza Politeama
- 8: Piazza Colonna - Rocca
- 9: Rocca - Monreale
- 10: Stazione Centrale - Piazza Francesco Crispi
- 13 nero: Stazione Centrale - Piazza Generale Cascino
- 13 rosso: Stazione Centrale - Piazza Acquasanta
- 14/15: Stazione Centrale - Partanna Mondello
- 16: Piazza Verdi - Spiaggia Mondello
- 17: Stazione Centrale - Piazza Principe di Camporeale
- 18: Stazione Centrale - Via Sammartino
- 19: Piazza Acquasanta - Rocca